# Exmouth (stacja kolejowa)
Exmouth – końcowa stacja kolejowa w mieście Exmouth, w hrabstwie Devon o znaczeniu regionalnym. Łączy miasto ze stacją Exeter St. Davids, oddaloną o 18 km. Walnie przyczyniła się do rozwoju tego ośrodka turystycznego w XIX w. i na początku XX w. Stacja w najbliższej przyszłości będzie przebudowywana. 

## Ruch pasażerski
Stacja obsługuje 807 310 pasażerów rocznie (dane za okres od kwietnia 2021 do marca 2022). Posiada połączenie wahadłowe z Exeter St. Davids, stacją na linii Penzance - Londyn.

## Obsługa pasażerów
Kasa biletowa, automat biletowy, WC, punkt służby ochrony kolei, dworzec autobusowy w pobliżu, postój taksówek. Budynek stacji czynny do wczesnych godzin popołudniowych.